# 陳旉

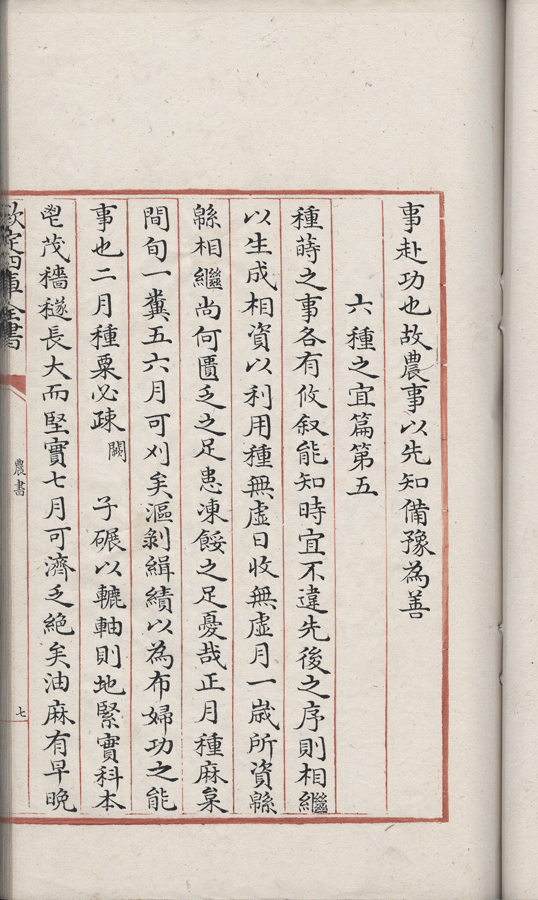
陳旉著《農書》，清乾隆間寫文淵閣四庫全書本，台北國立故宮博物院藏

陳旉（1076年—?），自號西山隱居全真子，又號如是庵全真子。
熙寧九年（1076年）出生，在真州（今江蘇儀征縣）西山隱居務農，“於六經諸子百家之書，釋老氏黃帝神農氏之學，貫穿出入，經往成誦，如見其人，如指諸掌。下至術數小道，亦精其能，其尤精者易也”。
南宋绍兴十九年（1149年）写成《農書》三卷，真州（今江蘇）知縣洪興祖對《農書》「讀之三覆」，並撰《儀真勸農文》附後，引陳旉所說：“樊遲請學稼，子曰：‘吾不如老農。’先聖之言，吾志也；樊遲之學，吾事也；是或一道也。”命人刊刻。五年後重校，以正其訛。
宋寧宗嘉定七年（1214年）安徽新安人汪綱刊印。明代收入《永乐大典》。曾传至日本。